# Мендельсон, Арнольд Людвиг

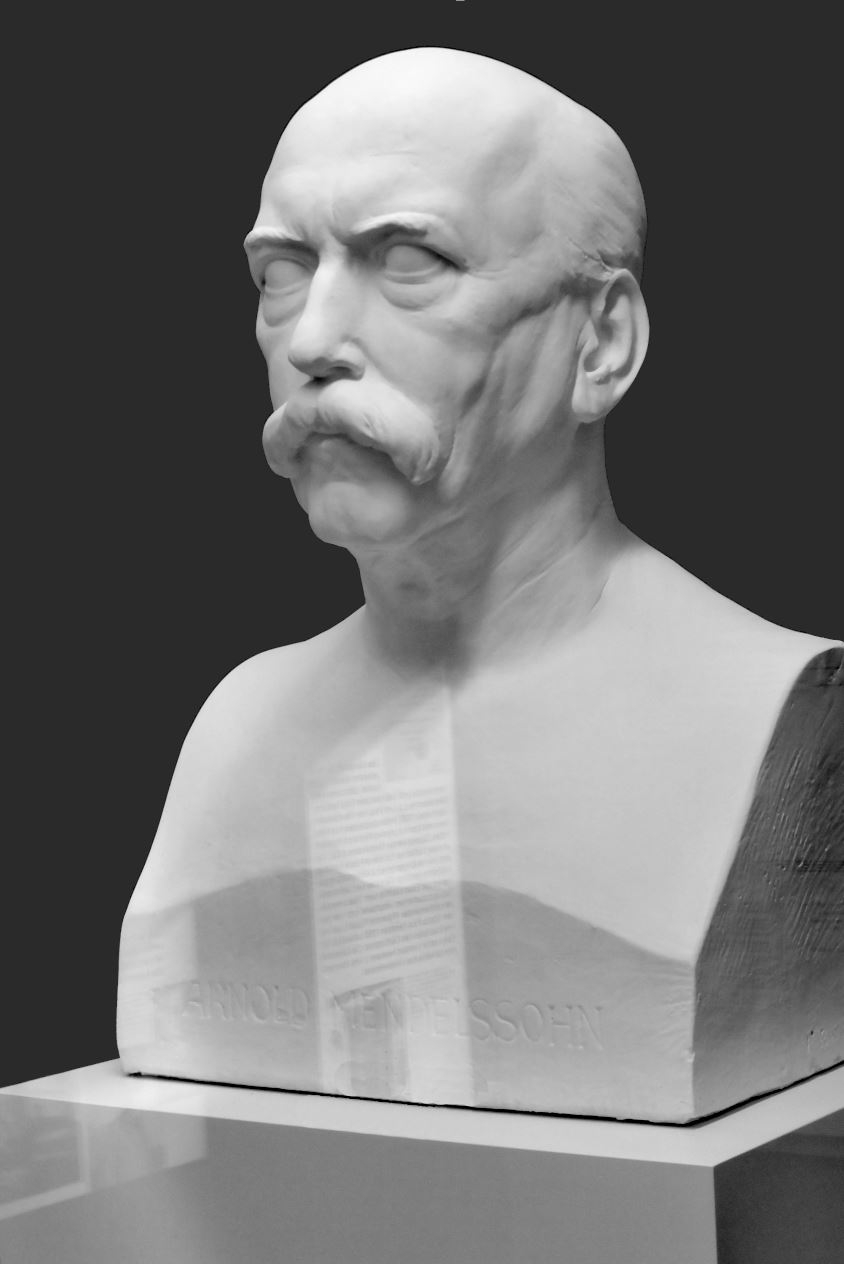
Бюст А. Л. Мендельсона

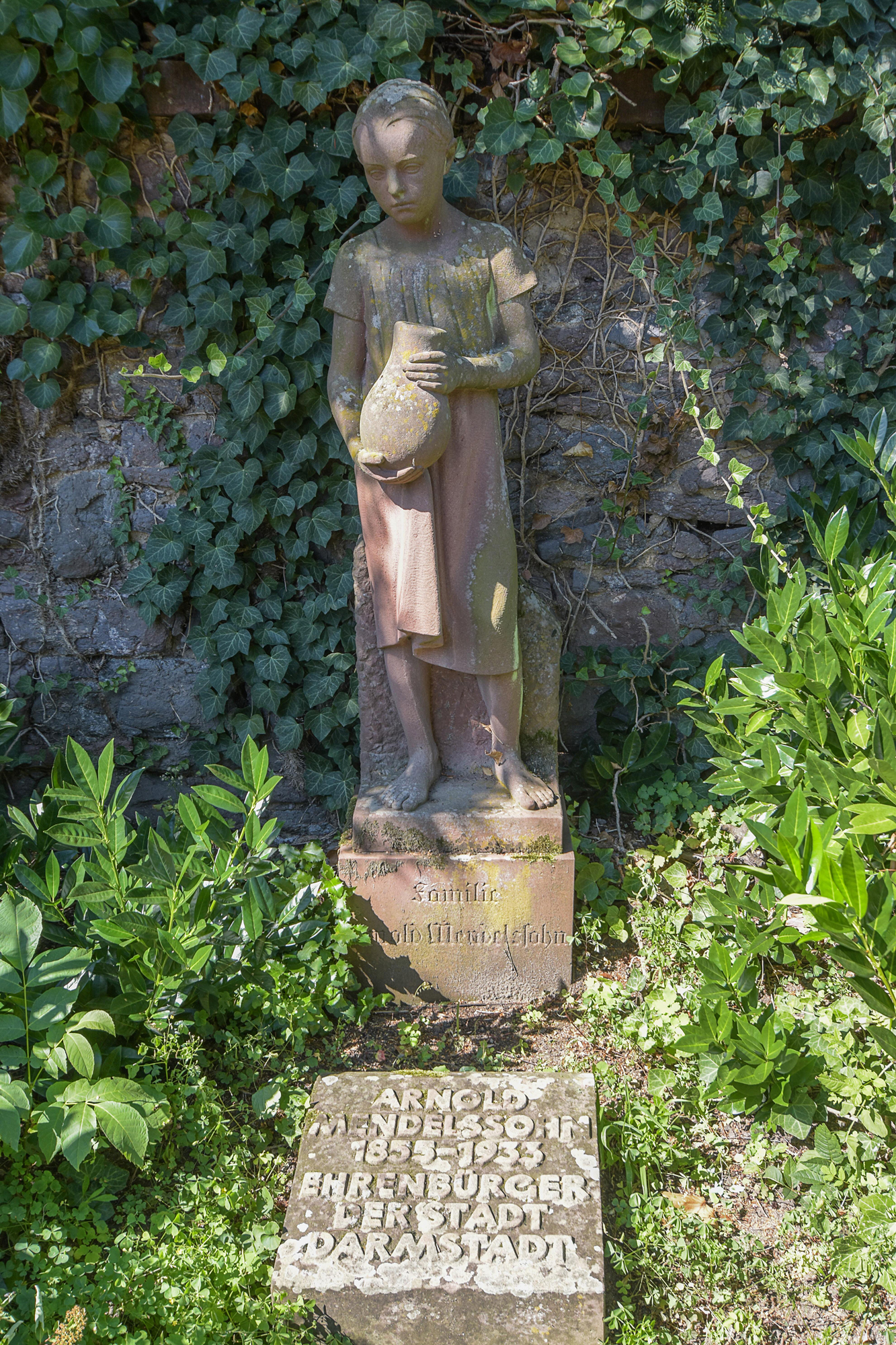
Могила А. Л. Мендельсона на кладбище в Дармштадте

Арнольд Людвиг Мендельсон (нем. Arnold Ludwig Mendelssohn ; 26 декабря 1855, Рацибуж, Прусская Силезия — 18 февраля 1933, Дармштадт) — немецкий композитор, музыкальный педагог, профессор (с 1899).
Согласно книге «Musik in Geschichte und Gegenwart», он был «одной из самых ярких личностей своего времени, как музыкант и человек огромного горизонта, одинаково погружённый в музыку, литературу, теологию и философию, как уникальный мыслитель».

## Биография
Родился в еврейской семье — отец, железнодорожник Вильгельм Мендельсон (1821—1866), приходился двоюродным братом композитору Феликсу Мендельсону. С 1877 года изучал право в университете Тюбингена. Однако вскоре понял, что его призванием является музыка, которой стал заниматься в Берлинском институте церковной музыки.
В 1880 году был назначен музыкальным руководителем и органистом Боннского университета. В 1883—1885 годах работал музыкальным руководителем в Билефельде, в 1885 году переехал в Кёльн, где читал лекции в музыкальной академии. В 1890 году был преподавателем музыки в гимназии в Дармштадте, а также органистом в нескольких протестантских церквях. С 1912 года — преподаватель музыкальной консерватории во Франкфурте-на-Майне.
Среди его известных учеников Пауль Хиндемит.
После смерти композитора музыкальные произведения А. Л. Мендельсона из-за его еврейского происхождения были запрещены в нацистской Германии.

## Творчество
Автор камерной музыки, трёх опер и хоровых музыкальных произведения.
С духовной хоровой музыки А. Л. Мендельсона началось обновление евангелистской церковной музыки.

### Избранные сочинения
- Deutsche Messe op.89 SWR Vokalensemble Stuttgart, Hanssler.
- Geistliche Chormusik op.90, Berliner Vokalensemble, Bernd Stegmann. Cantate.
- Elsi, die seltsame Magd (Опера, 1896)
- Der Bärenhäuter (Опера, 1900)
- Die Minneburg (Опера, 1909)

## Награды и отличия
- Орден Людвига (1914)
- Почётный доктор богословского факультета Гисенского университета (1917)
- Член Берлинской академии искусств (1919)
- Премия Георга Бюхнера (1923)
- Почётный доктор Лейпцигского университета (1925)
- Почётный доктор богословского факультета университета Тюбингена(1927)
- Премия Бетховена Прусской государственной академии (1928)
- Почётный гражданин города Дармштадт (1930).